# Effervescent Elephants
Gli Effervescent Elephants sono stati un gruppo italiano di rock psichedelico formatosi a Vercelli nel 1985 sulle ceneri di un gruppo precedente, i Clown. Sono stati assieme ai No Strange, i Birdmen of Alkatraz e gli Steeplejack i principali esponenti della scena neopsichedelica italiana.

## Storia degli Effervescent Elephants
La formazione iniziale era composta da Lodovico Ellena (chitarra, testi), Corrado Giolito (voce), Lorenzo Provebio (tastiere), Sergio Monti (basso), Aldo Casciano (batteria).
Il nome del gruppo si collega al brano Effervescing Elephant di Syd Barrett.
Ispirati quindi dalla psichedelia inglese, hanno esordito nel 1986 per la Electric Eye con l'EP Radio Muezzin bissato l'anno seguente dall'album Something to Say, ricco di suggestioni di acid rock.
Dopo la pubblicazione della cassetta 16 Pages inaspettatamente il gruppo si scioglie, alcuni componenti formano i Folli di Dio di cui viene stampato il loro album omonimo dalla Mellow nel 1992, gli altri i Clockmakers.
Nel 1989 il gruppo si riforma nella formazione originaria tranne il cantante Corrado Giolito. Pubblicano per la Face Records l'EP Indian Corn Expansion. Mentre il gruppo sta preparando il secondo album in studio si scioglie. I brani di questo secondo lavoro, intitolato Sand and Wind mai pubblicato, sono stati inclusi nel libro di Ellena Quando gli spinaci erano stravolti e poi nell'album Ghosts in the Fog dei The Mirrors guidato da Ellena che successivamente è entrato a far parte di altre formazioni: Folli di Dio, The Arcanes, Lodovico Ellena e gli Assurdi, gli Astral Weeks per poi incidere 2 album da solista. In questo stesso periodo l'etichetta inglese di Steve Lines, la Acid Tapes, pubblica una manciata di inediti registrati nello studio della band intitolata "Another summer of grass".
Nel 2010 viene pubblicato dalla Psych-Out Records un album di inediti del gruppo intitolato From the End to the Beginning.
Nel 2011, grazie ad un incontro con il cantautore psichedelico Claudio Rocchi, nasce un disco con Rocchi stesso alla voce che rivede la momentanea ricostituzione degli Effervescent Elephants originali. In seguito a quelle sessions il quartetto si riunisce ancora una volta per incidere nel 2013 su Cd il testamento artistico della band, "Ganesh sessions", che Area Pirata pubblicherà nel 2017.
Nel 2015 un Cd-tributo al prematuramente scomparso Claudio Rocchi vede ancora una volta gli Effervescent Elephants insieme al flautista Domenico Salussolia ripescare dagli archivi la particolare versione originale di "Esistono porte", che Rocchi nel disco in collaborazione con il gruppo trasformerà poi in "Niente di meno".
Alcuni componenti (Aldo Casciano, Lodovico Ellena e Sergio Monti) hanno inoltre partecipato alla realizzazione di un disco, "Sinfonia psichedelica", con ospite d'onore Jenny Sorrenti, regina del progressive italiano. A tale lavoro ha partecipato la crema della psichedelia nazionale: Alberto Ezzu (No-Strange) e Fabrizio Cecchi (Trip Hill) tra gli altri insieme ad Aldo Mella, quest'ultimo contrabbassista del pianista jazz Franco D'Andrea (ex Perigeo).
Nel 2018 grazie all'etichetta Onde Italiane viene ristampato in edizione limitata e colorata il vinile del primo Lp del gruppo con bonus tracks, mentre un brano della band in formazione ancora originale viene pubblicato nel 2019 sulla cd-compilation "Psychedelic paradise"; si tratta di un brano strumentale improvvisato durante le registrazioni di Ganesh Sessions.

## Discografia

### Album in studio
- 1987 - Something to Say (Electric Eye)
- 1994 - The Complete Works (Mellow Records)
- 1995 - 16 Pages (Psych Out) riedizione in Lp della cassetta pubblicata nel 1987
- 1997 - Sand and Wind (Mellow Records)
- 2010 - From the End to the Beginning (Psych-Out Records)
- 2011 - Claudio Rocchi & Effervescent Elephants (Psych-Out Records)
- 2017 -  Ganesh sessions (Area pirata)

### EP
- 1986 - Radio Muezzin (Electric Eye)
- 1990 - Indian Corn Expansion (Face)

### Partecipazione a compilation
- 2012 - Welcome back to the '80s colours (compilation neo-psichedelia italiana; Psych-Out Records)
- 2015 - L'ottava vita tributo a Claudio Rocchi (Area pirata)

### Folli di Dio
- 1992 - Folli di Dio (Cd, Mellow)
- 1995 - Folli di Dio (Lp, Psych-Out)

### The Mirrors
- 1993 - Ghosts in the Fog (Cd, Mellow)
- 2001 - Ghosts in the fog (Lp, Psych Out)